# Национален мемориал Катин
Националният мемориал за Катин е паметник в Балтимор, щата Мериленд, САЩ в памет на полските граждани, станали жертва в Катинското клане от 1940 г., извършено от съветските войски.
Полско-американската общност в Балтимор допринася за изграждането на паметника, построен през 2000 г. Неговата скулптура е най-високата в Балтимор – 13,4 метра, заедно с фундамента достига 17 м.
Автор на скулптурата е полският скулптор Анджей Питински (Andrzej Pitynski). Доставена е от Полша и е издигната на кръстовището на улиците Aliceanna и President.